# Laborde de Monpezat

Stemma di Henri de Laborde de Monpezat

La famiglia Laborde de Monpezat è una famiglia francese di origine bearnese che è diventata improvvisamente famosa nel 1967 quando  Henri si è sposato con Margherita II di Danimarca.

La Casa di Monpezat è una vecchia famiglia borghese francese originaria della Provincia di Béarn, associata alla Famiglia Reale Danese attraverso il matrimonio dopo il 1967, quando Henri sposò la Principessa Margherita di Danimarca, all'epoca erede presunta della regnante Casa di Glücksburg, e dal 1972 è la Regina di Danimarca.
I membri possedevano tre case e fattorie a Monpezat e Beaufranc in Béarn che furono dichiarate "terre nobili" con lettere del 1655, ma la famiglia Laborde fu rifiutata due volte nel 1703 e 1707 quando cercò di essere ammessa alla nobiltà agli Stati di Béarn. L'ammissione agli Stati di Béarn era una condizione necessaria per essere riconosciuti come nobili in Béarn.
Gli autori più recenti che si occupano della nobiltà francese non considerano la famiglia Laborde de Monpezat appartenente alla nobiltà francese.

## Storia
Originariamente il nome della famiglia era solamente Laborde, ma nel XVII secolo assunse la forma attuale Laborde de Monpezat in seguito al matrimonio di Jean de Laborde con Caterina Arricau, signora di Monpezat, avvenuto il 16 agosto 1648. Il cognome Monpezat dà il nome a diversi comuni dei Pirenei Atlantici anche sotto forma di Montpezat.
Il 30 aprile 2008 la regina Margherita II di Danimarca ha concesso il titolo di conte di Monpezat ai suoi due figli e discendenti di Henri de Laborde de Monpezat. Ora questa famiglia è ascritta alla nobiltà danese e non a quella francese, perché l'Associazione della nobiltà francese (ANF) non li ha riconosciuti e non li ha inseriti nel suo catalogo.

## Genealogia parziale
Jean/Johannes de Laborde - sposò Jeannette de Bruchelles:
1. Jean de Laborde (11 luglio 1620 - c. 1679), avvocato - sposò il 16 maggio 1648 Catherine D'Arricau Monpezat (4 dicembre 1632 - ?):
  1. Pierre Paul (1 settembre 1672 - ?) - sposò Jeanne de Canet (c. 1682 - 1747):
    1. Louis (27 ottobre 1711 - 1761) - sposò il 6 luglio 1740 Hélène Cazanabe de Noguez (1713 - 1778):
      1. Julienne (7 luglio 1740 - 8 aprile 1776) - sposò Jacques Delom: con discendenza;
      2. Antoine (3 ottobre 1743 - 21 settembre 1787) - sposò il 6 luglio 1773 Ursule du Boy (24 febbraio 1757 - 20 dicembre 1812):
        1. Marie (12 gennaio - 4 febbraio 1775)
        2. Antoinette (12 gennaio 1779 - 18 novembre 1861) - sposò il 5 gennaio 1796 Pierre Gratian Ducasse (1775 - 1841): con discendenza;
        3. Charles (20 febbraio 1781 -
        4. Jean (27 maggio 1786 - 15 febbraio 1863), negoziante - sposò il 19 marzo 1821 Aimée Jeanne Judith Ferrier (26 settembre 1797 - 2 febbraio 1868):
          1. Marie Amélie Caroline (26 giugno 1822 - 29 maggio 1901), religiosa e superiora a Lione, con il nome di Suor Stéphanie
          2. Jean Pierre Philippe Eduard Edmond (7 aprile 1824 - 19 dicembre 1899), geometra - sposò il 14 settembre 1857 Marie Lostalot Bachoué (21 maggio 1835 - 9 ottobre 1904):
            1. Charles (10 ottobre 1858 - 10 dicembre 1861)
            2. Julie Marie (29 ottobre 1860 - 1 febbraio 1927) - sposò il 7 gennaio 1885 Jacques Laugié (15 ottobre 1843 - 28 gennaio 1901)
            3. Léonie Jeanne (16 settembre 1865 - 23 ottobre 1959), religiosa con il nome di Suor Saint Sauveur
            4. Marie Berthe (16 settembre 1865 - 21 novembre 1961), istitutrice - sposò il 22 novembre 1919 François Battanchon (1865 - 1940)
            5. Marie Amélie (1 marzo 1872 - 18 gennaio 1951) - sposò il 6 luglio 1911 Edouard François Betis (1879 - 1917): con discendenza;

          3. Jacques Arystide Raymond (23 gennaio 1830 - 21 aprile 1888), negoziante - sposò il 18 marzo 1860 Jeanne Emilie Borde (30 novembre 1835 - 24 settembre 1889):
            1. Jeanne Marie (30 maggio 1861 - 23 giugno 1915) - sposò nel 1884 Pierre Laffargue (1854 - 1940)
            2. Henriette Jeanne (25 giugno 1863 - 9 marzo 1890) - sposò nel 1888 Jacques Raoul Coiffard (1855 - 1916): con discendenza;
            3. Henri (22 marzo 1868 - 26 luglio 1929), direttore della stampa di Pau - sposò il 3 aprile 1904 Henriette Hallberg (12 marzo 1880 - 7 aprile 1973), divorziando il 13 dicembre 1916; sposò il 5 novembre 1917 Isabelle Filipecki (17 ottobre 1892 - 29 aprile 1970):
              1. (I) Jacques (12 gennaio 1905 - 13 giugno 1963), colonnello - sposò il 25 novembre 1931 Jeanne Thèvenon (2 gennaio 1906 - 13 giugno 1963):
                1. (con Eliane Nicolai de Fraticelli) Nicolai - sposò Claude Hannebicque:
                  1. Florent - sposò Gwenola Thiery:
                    1. Alix
                    2. Constance
                    3. Mathilde

                  2. Laure
                  3. Marie Astrid - sposò Thibault Serignac: con discendenza;

              2. André (6 maggio 1907 - 23 febbraio 1998) - sposò il 6 gennaio 1934 Renée-Yvonne Doursenot (26 ottobre 1908 - 11 febbraio 2001)
                1. Henri Marie Jean André (11 giugno 1934 - 13 febbraio 2018), principe consorte di Danimarca dal 1972 al 2018 - sposò il 10 giugno 1967 Margherita II di Danimarca, regina di Danimarca dal 1972 al 2024 (16 aprile 1940):
                  1. Federico X (26 maggio 1968), re di Danimarca dal 2024 - ha sposato il 14 maggio 2004 Mary Donaldson (5 febbraio 1972):
                    1. Christian Valdemar Henri John (15 ottobre 2005)
                    2. Isabella Henrietta Ingrid Margrethe (21 aprile 2007)
                    3. Vincent Frederik Minik Alexander ('8 gennaio 2011)
                    4. Josephine Sophia Ivalo Mathilda (8 gennaio 2011)

                  2. Gioacchino Holger Waldemar Christian (7 giugno 1969) - ha sposato il 18 novembre 1995 Alexandra Manley, divorziando nel 2004; ha sposato il 24 maggio 2008 Marie Cavallier:
                    1. (I) Nicolai William Alexander Frederik (28 agosto 1999)
                    2. Felix Henrik Valdemar Christian (22 luglio 2002)
                    3. (II) Henrik Carl Joachim Alain (4 maggio 2009)
                    4. Athena Marguerite Françoise Marie (24 gennaio 2012)

          4. Marie Emilie (4 dicembre 1833 - 24 gennaio 1834)

      3. Françoise (7 ottobre 1744 - 25 giugno 1753)
      4. Catherine (7 gennaio 1746 - 8 ottobre 1747)
      5. Charles (3 ottobre 1747 - 16 agosto 1795)
      6. Jeanne (1748 - 1768)
      7. Martine (1751 - 1761)
      8. Louis (10 gennaio 1752 - 2 aprile 1799)
      9. Jean (9 marzo 1753 - 25 agosto 1825) - sposò nel 1795 Madeleine Bonnefoy (1753 - dopo il 1830)
      10. Jeanne (1754 - 1761)
      11. Barthélémy (27 settembre 1756 - 30 settembre 1843) - sposò il 18 ottobre 1786 Marie Françoise Serre Antigue (28 settembre 1767 - 8 aprile 1838):
        1. Jeanne Rose (30 agosto 1787 - 27 febbraio 1843) - sposò il 12 luglio 1808 Jean Pierre Lauzeville (1780 - ?): con discendenza;
        2. Charles Dominique (4 agosto 1789 - 29 novembre 1859) - sposò il 23 settembre 1822 Marie Rose Duthu Brune (1800 - 1885):
          1. Marie Françoise Romaine (18 novembre 1822 - 1 febbraio 1901) - sposò il 2 novembre 1846 Jean Pierre de Lavit (1820 - 1896): con discendenza;
          2. Jean Baptiste (6 luglio 1824 - 16 marzo 1905) - sposò il 6 settembre 1859 Anne Pujo Arnaudet (3 gennaio 1836 - 29 maggio 1900):
            1. Jean Barthélémy (10 marzo 1860 - 24 febbraio 1918) - sposò nel 1889 Magdeleine Jolly (16 marzo 1859 - 30 marzo 1938):
              1. André (1889 - 1894)
              2. André (21 luglio 1895 - 3 dicembre 1968), istitutore - sposò il 26 ottobre 1916 Lucienne Camdessus (1892 - ?):
                1. Andrée (1917 - ?), istitutrice - sposò il 21 settembre 1943 Roger Vergnes (1919 - ?), istitutore
                2. Jean Guy (19 aprile 1919 - ?), ufficiale di polizia - sposò il 21 agosto 1943 Juliette Hiriart (18 luglio 1913 - ?):
                  1. Dominique

                3. Lucie (4 novembre 1920 - ?), istitutrice - sposò il 29 settembre 1946, divorziando il 26 aprile 1972, Yvan Valentian: con discendenza;
                4. Pierre - sposò Anne Marie Durat:
                  1. Olivier
                  2. Isabelle
                  3. Vincent

              3. René (2 novembre 1898 - 26 novembre 1900)

            2. Françoise (23 novembre 1861 - 23 novembre 1895) - sposò il 29 agosto 1891 Jean Carrère (26 febbraio 1854 - 19 dicembre 1925): con discendenza;
            3. Marie Françoise (1863)
            4. Zélie (27 ottobre 1864 - 17 febbraio 1949) - sposò il 6 maggio 1892 Dominique Soulé (20 novembre 1856 - 29 maggio 1895): con disc.; sposò poi l'11 giugno 1904 Auguste Biza (1871 - ?): con discendenza;
            5. Basile (26 giugno 1867 - 20 novembre 1932) - sposò il 14 dicembre 1889 Berthe Dupin (3 marzo 1868 - 30 agosto 1966):
              1. Marthe (1890 - ?), istitutrice
              2. Georges René (18 giugno - 5 luglio 1893)
              3. Marcel (1897 - ?) - sposò nel 1919 Jeanne Malville:
                1. Jacqueline

              4. Roger Georges (3 aprile 1899 - 21 marzo 1958)
              5. Renée (23 febbraio 1903 - 10 dicembre 1927), istitutrice - sposò il 14 aprile 1926 Marc Pradayrol: con discendenza;
              6. Simone (1907 - ?)

            6. Marie Madeleine (19 marzo 1870 - 30 ottobre 1943) - sposò nel 1896 Henri Landriau (1857 - 1938): con discendenza;
            7. Marie Dominiquette (5 novembre 1872 - 21 giugno 1951)
            8. Joseph :)
            9. François (2 aprile 1878 - 28 settembre 1915) - sposò il 13 febbraio 1901 Marie Rose Castaing (18 dicembre 1881 - 12 dicembre 1966):
              1. Roger (1902 - ?), capostazione - sposò il 28 febbraio 1927 Juliette Sabathé (1900 - ?):
                1. Guy - sposò Michele Lalauze:
                  1. Catherine

                2. Robert - sposò Anne Loste:
                  1. Philippe
                  2. François

                3. Jean - sposò Nicole Fourteau:
                  1. Dominique
                  2. Brigitte
                  3. Olivier

              2. André (24 settembre 1910 - 27 gennaio 1968) - sposò il 27 gennaio 1934 Yvonne Chassagnaux (1914 - ?):
                1. Roland - sposò Madeleine Grell:
                  1. Eric
                  2. Denis

                2. René - sposò Henriette Abadie:
                  1. Marthe

              3. Marthe (27 dicembre 1914 - 27 dicembre 1947) - sposò il 6 febbraio 1937 René Betbéze (1914 - ?): con discendenza;

          3. Jean Pierre
          4. Marie Anne (21 ottobre 1828 - 12 giugno 1913) - sposò il 2 novembre 1857 Ancelme Picqué: con discendenza;
          5. Pierre Basile (20 marzo 1831 - 17 agosto 1908) - sposò il 7 luglio 1860 Antoinette Marguerite Castéran (30 dicembre 1840 - 23 gennaio 1904):
            1. Charles (29 maggio 1861 - 17 ottobre 1942) - sposò il 21 maggio 1887 Marie Colérine Pérarnaud (7 maggio 1860 - 5 gennaio 1902):
              1. Jeanne Marie Blaizine Joséphine (19 marzo 1889 - 6 dicembre 1891)
              2. Pierre Basile Jean Marie Joseph (12 aprile 1891 - 11 agosto 1918) - sposò il 31 agosto 1915 Léontine Felicie Reulet (23 aprile 1891 - 24 agosto 1919):
                1. Renée Jeanne Charlotte (12 dicembre 1917 - ?) - sposò il 28 luglio 1939 Jean Marc Lespalles (24 maggio 1914 - ?): con discendenza;

              3. Maria (11 settembre 1893 - 5 settembre 1972) - sposò il 15 maggio 1927 Andrew Eugène Florio
              4. Joseph (8 marzo 1896 - 21 gennaio 1931)
              5. Jeanne Marie Blaisine (14 maggio 1897 - ?) - sposò il 17 luglio 1925 Albert Laloge (27 settembre 1892 - 13 dicembre 1963): con discendenza;

            2. Jean Guillaume (24 giugno 1863 - 1 marzo 1942) - sposò il 22 gennaio 1894 Rosalie Henriette Carrère (11 settembre 1873 - 12 maggio 1936):
              1. Marie Marguerite (6 dicembre 1894 - 30 giugno 1977) - sposò l'8 giugno 1914 Jean-Baptiste Verdier (10 dicembre 1890 - 25 dicembre 1935): con discendenza;
              2. Marie Thérèse (10 - 30 luglio 1898)
              3. Maria (16 luglio 1900 - ?) - sposò il 9 luglio 1922 Marcellin Serre (9 luglio 1899 - ?): con discendenza;

            3. Marie Françoise (6 marzo 1865 - 22 novembre 1948), sarta - sposò il 16 novembre 1893 Angel Alix Gorget (10 maggio 1868 - 20 ottobre 1901), brigadiere: con discendenza;
            4. Bertrand (9 agosto 1868 - 2 febbraio 1939), maniscalco - sposò il 29 maggio 1894 Augustine Besombes (22 novembre 1874 - 5 novembre 1935):
              1. Robert (30 dicembre 1896 - ?), meccanico - sposò il 2 settembre 1922 Yvonne Dessard (16 marzo 1904 - ?):
                1. Hélène
                2. Roger - sposò Micheline Lévy: con discendenza;

              2. Maurice (28 gennaio - 21 febbraio 1902)

            5. Pierre (11 ottobre 1879 - 29 settembre 1972), meccanico - sposò il 7 luglio 1922 Jenny Menvielle (23 agosto 1883 - 3 maggio 1971):
              1. Paulette - sposò Robert Larroudé
              2. Roger Desirée (16 aprile - 5 giugno 1919)
              3. René (15 aprile 1920 - ?), meccanico - sposò il 25 ottobre 1945 Marie Jammy (26 dicembre 1921 - ?):
                1. Pierrette Desiré
                2. Henri Jean

          6. Jean Cyrille (7 luglio 1833 - 8 novembre 1918) - sposò il 14 giugno 1871 Dominique Duffau Manégau (3 settembre 1841 - 31 marzo 1885):
            1. Françoise Marie Léocadie (28 agosto 1872 - 7 marzo 1917)
            2. Jeanne Marie Anna (10 novembre 1876 - 19 luglio 1952) - sposò il 9 giugno 1904 Jean Guillou (4 ottobre 1867 - 13 marzo 1919): con discendenza;
            3. Jean Marie Marcellin (19 settembre 1878 - 20 aprile 1956) - sposò il 25 maggio 1907 Marie Thérèse Hortense Cardeilhac (1889 - ?):
              1. Jean (26 marzo 1908 - 5 novembre 1969) - sposò il 6 gennaio 1933 Marie Thérèse Fachan (9 marzo 1912 - ?):
                1. Yvonne - sposò Joseph Couget: con discendenza;
                2. Jeanne
                3. Genevieve - sposò Paul Lolagne: con discendenza;
                4. Hélène

              2. Louis (12 febbraio 1910 - ?) - sposò il 20 agosto 1932 Sophie Ségurin (25 aprile 1907 - ?):
                1. Claude - sposò Agnès Figuères:
                  1. Béatrice
                  2. Clotilde

                2. Guy - sposò Renée Castex:
                  1. Philippe
                  2. Thierry
                  3. Florence
                  4. Jean Cyrille

              3. Pierre (25 maggio 1912 - 20 gennaio 1968) - sposò l'11 gennaio 1936 Léontine Haffner (6 novembre 1910 - 7 marzo 1996):
                1. Nicole - sposò Claude Canton: con discendenza;
                2. Jean
                3. Georges:
                  1. Eric

            4. Marie Louise Marcelline (3 settembre 1880 - 3 giugno 1973)
            5. Un figlio nato morto (27 marzo 1885)

          7. Jean Orphelin (6 febbraio 1836 - ?) - sposò il 6 giugno 1863 Marie Vidal (1848 - 1901):
            1. Jean (1866)
            2. Marie (22 febbraio 1868 - 27 agosto 1968) - sposò Jean Serres (1893 - 1922): con discendenza;

          8. Marie Madeleine (20 aprile 1838 - 23 agosto 1852)
          9. Jean Laurent (6 maggio 1840 - 11 novembre 1862)
          10. Marie Françoise (1842 - ?) - sposò il 28 giugno 1864 Jean Bertrand Esquerré Mic: con discendenza;
          11. Dorothée (16 giugno 1844 - 6 maggio 1927) - sposò il 2 luglio 1870 Jean Baptiste Duthu Arnaoutou (1822 - 1904): con discendenza;
          12. Thérèse (12 aprile 1847 - 7 luglio 1876) - sposò Jean René Nanet: con discendenza;

        3. Marie Françoise Antoinette (12 gennaio 1791 - 28 gennaio 1866) - sposò il 12 febbraio 1822 Pierre de Jacques: con discendenza;
        4. Marie (1795 - 1859)
        5. Dorothée (1807 - 1822)

      12. Alexandre
      13. Félix (1759 - 1761)

    2. Antoine (? - 1776) - sposò il 23 giugno 1738 Françoise de Larrotis (1716 - 1756):
      1. Jeanne (? - 1789) - sposò il 3 luglio 1764 Jacques Cazanave (18 gennaio 1732 - 7 agosto 1797): con discendenza;
      2. Marie (1740 - 1762)
      3. Hélène (1744 - 1770)
      4. Jean Louis (1745 - 8 febbraio 1807) - sposò il 3 febbraio 1777 Jeanne Marie Laban (22 giugno 1762 - 31 ottobre 1828):
        1. Jacques (1777 - 1858)
        2. Jeanne (20 marzo 1780 - 7 settembre 1838) - sposò il 2 giugno 1804 Daniel Cabarrou (1785 - 1851): con discendenza;
        3. Marie (13 agosto 1782 - 5 novembre 1851)
        4. Jean (15 luglio 1785 - 23 novembre 1847) - sposò il 21 luglio 1813 Jeanne Marie Laucaigne Jean Huré (27 febbraio 1791 - 6 aprile 1863):
          1. Paul (1814 - 1820)
          2. Jeanne (1816 - 1818)
          3. Jeanne (1818 - 1894) - sposò il 6 aprile 1847 Pierre Marque Gouté (1810 - 1882): con discendenza;
          4. Elisabeth (1819 - 1831)
          5. Paul (30 ottobre 1820 - 3 settembre 1871) - sposò il 28 gennaio 1850 Jeanne Cazeneuve (1827 - 1864):
            1. Jeanne Marie - sposò Jean Mauhourat: con discendenza;
            2. Pierre (1852 - 1871)
            3. Pierre (1855 - 1856)
            4. Marie (1858)
            5. Jean (1862)

          6. Jeanne (1823 - 1824)
          7. Jeanne (1826 - 1828)
          8. Jeanne (1828)
          9. Jeanne (1829)
          10. Jean (15 giugno 1832 - 25 maggio 1871) - sposò il 5 febbraio 1860 Marie Laucaigne Fréchou:
            1. Jean Marie (1860 - ?)
            2. Jean (1862)
            3. Anna
            4. Joseph (1868)
            5. François (1870) - sposò Dorothée Mauhourat:
              1. Jean Marie - sposò Maria Lagarrue

          11. Jeanne (1834)
          12. Marie Jeanne (1837)

        5. Jeanne Marie (1789 - 1842) - sposò il 5 maggio 1813 Jean Cazanave (1783 - 1843): con discendenza;
        6. Marie (11 giugno 1792 - 17 giugno 1821)
        7. Jacques (17 luglio 1795 - 28 settembre 1796)

      5. Bernard (1748 - 1760)
      6. Marie (2 gennaio 1754 - 27 ottobre 1762)
      7. Pierre (25 novembre - 20 dicembre 1755)

  2. Vincent (? - 1730)
  3. Ferdinand
  4. Emmanuel
  5. Jeanne Marie
  6. Marie Chine
  7. Pauline
  8. Catherine
  9. Jean

## Personaggi celebri
- Jean de Laborde de Monpezat (nipote di Bartolomeo), sindaco di Taron;
- Philippe de Laborde de Monpezat (figlio di Jean), sindaco di Taron;
- Aristide de Laborde de Monpezat, presidente del tribunale di commercio e sindaco Pau nel 1875;
- Henri de Laborde de Monpezat (figlio di Aristide), fu giornalista, direttore di Indocina Selvaggia, politico e monarchico militante;
- Jacques de Laborde de Monpezat (figlio di Henri), colonnello della Legione straniera francese;
- André de Laborde de Monpezat (figlio di Henri), direttore di Indocina Selvaggia;
- Henri de Laborde de Monpezat (figlio di André), produttore di vino nel Lot e marito di Margherita II di Danimarca.